# 邹炳锁
邹炳锁，北京理工大学教授，主要从事纳米材料设计与物性、激光光谱学和纳米体系的电子结构等方面的研究工作。入选中华人民共和国教育部第八批"长江学者"特聘教授。